# Peek (Mondkrater)
Peek ist ein kleiner, schüsselförmiger Einschlagkrater auf der Mondvorderseite in der Ebene des Mare Smythii, südöstlich des Kraters Tacchini.
Der Krater wurde 1973 von der IAU nach dem britischen Astronomen Bertrand Meigh Peek offiziell benannt.